# The Imperials
The Imperials sind eine US-amerikanische Gesangsgruppe aus dem Bereich der Gospelmusik, die bis zum Ausstieg von Joe Moscheo im Jahr 1975 als Quintett und danach meistens als Quartett agierte. Internationale Bekanntheit erlangte die im Dezember 1963 von Jake Hess gegründete Formation vor allem durch ihre Zusammenarbeit mit Elvis Presley. 1998 wurden die Imperials in die Gospel Music Hall of Fame aufgenommen.

## Geschichte
Am 7. Dezember 1963 trennte sich Leadsänger Jake Hess vom Statesmen Quartet, um eine eigene Formation ins Leben zu rufen, die er gemeinsam mit dem Pianisten Henry Slaughter zusammenstellte. Nachdem er die Erlaubnis von Marion Snider erhalten hatte, die Gruppe in Anlehnung an dessen ehemaliges Imperial Quartett benennen zu dürfen, waren Jake Hess and the Imperials, wie die Gruppe sich anfangs nannte, geboren.
1966 verließen die Gründungsmitglieder Sherrill Nielsen und Henry Slaughter die Gruppe und wurden durch Jim Murray bzw. Joe Moscheo ersetzt. Im selben Jahr leisteten die Imperials auch einen Beitrag an der Entstehung von Presleys Album How Great Thou Art, das 1967 erschien. Später waren sie auch an Presleys nächstem Gospel-Album He Touched Me beteiligt und begleiteten den „King of Rock ’n’ Roll“ von 1969 bis 1972 auf seinen Konzerttourneen. Zu dieser Zeit war Jake Hess bereits nicht mehr dabei, nachdem er die von ihm gegründete Formation 1967 aus gesundheitlichen Gründen verlassen hatte.
Durch die Aufnahme von Sherman Andrus im Jahr 1972 wurden die Imperials die erste interrassische Gruppe christlicher Musik in den Vereinigten Staaten.
Als das Gründungsmitglied Armond Morales 1991 seine Schwester Pam in die Gruppe holte, war sie die bis heute einzige Frau der Formation. Sie blieb nur wenige Jahre in der Gruppe und starb 2005 bei einem Autounfall.

## Alben
Die Alben der Gruppe in chronologischer Reihenfolge:
- 1964: The Illustrious Imperials
- 1964: Jake Hess and the Imperials
- 1964: Fireside Hymns by the Imperials
- 1964: Blends and Rhythms
- 1965: The Happy Sounds of Jake Hess and the Imperials
- 1965: Talent Times Five
- 1965: Slightly Regal
- 1965: Slaughter Writes, Imperials Sing
- 1965: He Was A Preachin Man
- 1966: Sing Their Favorite Hymns
- 1966: Inspirational Classics
- 1967: To Sing Is The Thing
- 1968: Now
- 1968: New Dimensions
- 1969: Love Is The Thing
- 1970: Time To Get It Together
- 1970: Gospel's Alive And Well!
- 1972: Imperials
- 1973: Imperials Live (Doppelalbum)
- 1974: Follow The Man With The Music
- 1975: No shortage
- 1976: Just Because
- 1977: The Lost Album
- 1977: Sail On
- 1978: Imperials Live (Baylor University)
- 1978: Heed The Call
- 1979: One More Song For You
- 1980: Priority
- 1980: Christmas with the Imperials
- 1982: Stand By The Power
- 1983: Side By Side
- 1984: Sing The Classics
- 1985: Let The Wind Blow
- 1987: This Year’s Model
- 1988: Free The Fire
- 1990: Love Still Changing Hearts
- 1991: Big God
- 1992: Stir It Up
- 2012: Still Standing

## Die Mitglieder der Imperials
Die nachstehende Auflistung der Mitglieder erfolgt in chronologischer Reihenfolge nach dem Jahr des Eintritts und innerhalb desselben Jahres in alphabetischer Reihenfolge des jeweiligen Familiennamens:
- Jake Hess (1963–1967)
- Armond Morales (1963–2018; zwischen 2003 und 2010 bei den „Classic Imperials“)
- Sherrill Nielsen (1963–1966)
- Henry Slaughter (1963–1966)
- Gary McSpadden (1963–1971)
- Joe Moscheo (1966–1975 sowie 2003–2006 bei den „Classic Imperials“)
- Jim Murray (1966–1986 sowie 2003–2005 bei den „Classic Imperials“)
- Terry Blackwood (1967–1976 sowie 2003–2006 bei den „Classic Imperials“)
- Larry Gatlin (1971)
- Greg Gordon (1971–1972)
- Sherman Andrus (1972–1976 sowie 2003–2006 bei den „Classic Imperials“)
- Russ Taff (1976–1981)
- David Will (1976–1999 sowie 2006–2010 bei den „Classic Imperials“)
- Paul Smith (1981–1985 sowie erneut seit 2010)
- Danny Ward (1985–1986)
- Jimmie Lee Sloas (1986–1989)
- David Robertson (1989–1990)
- Jason Beddoe (1990)
- Jonathan Hildreth (1990–1993)
- Pam Morales (1991–1993)
- Mark Addock (1993)
- Brian Comeaux (1993)
- Bill Morris (1993)
- Peter Pankratz (1993)
- Steven Ferguson (1994–1999)
- Jeff Walker (1994–1996)
- Steve Shapiro (1996–1998)
- Barry Weeks (1998–1999)
- Jason Hallcox (1999–2000)
- Jeremie Hudson (1999–2008)
- Jason Morales (1999–2010)
- Richie Crook (2000–2002)
- Shannon Smith (2002–2008)
- Ian Owens (2003–2010)
- Scott Allen (2008–2010)
- Perry Jones (2008–2010)
- Rick Evans (seit 2010 sowie 2006–2010 bei den „Classic Imperials“)
- Paul Smith (2010–2017, seit 2019)
- Dave Will (2010–2017 sowie 2006–2010 bei den „Classic Imperials“)
- Robbie Hiner (2018 sowie 2006–2010 bei den „Classic Imperials“)
- Lonnie Ott (seit 2018)
- Michael Schlee (seit 2019)
- Ron Hemby (seit 2021)

## Auszeichnungen und Nominierungen
- Gewinner des Grammys für „Best Gospel Performance“:[7]
- GMA Dove Award 1969: Male Group of the Year[8]
- Nominierung: GMA Dove Award 1970: Male Group of the Year.[9]
- 1976 für No Shortage
- 1978 für Sail On
- 1980 für Heed The Call
- 1982 für Priority